# Центральна дорадча комісія КПК
Центральна дорадча комісія Комуністичної партії Китаю (кит.: 中國共產黨中央顧問委員會) — один із центральних органів Комуністичної партії Китаю в 1982—1992 роках.
Центральна комісія радників КПК обиралася на XII (1982) і XIII (1987) з'їздах КПК надання консультативної допомоги Центральному Комітету. Її склад (172 особи) формувався у складі вищих партійних кадрів, вік яких перевищував 70 років, а партійний стаж — 40 років.
Створення комісії прискорило звільнення високих посад старіючими партійними лідерами без шкоди їхнього почуття власної гідності. До цього багато вищі партійні кадри зберігали свої посади довічно чи до того часу, доки піддавалися «чистці» з політичних причин. Як показала практика, інститут радників перетворився на опорний пункт консервативно налаштованих опонентів Ден Сяопіна.
1992 року на XIV з'їзді КПК Центральна комісія радників КПК була скасована.

## Історія
Комісія була створена після 12-го національного з'їзду Комуністичної партії Китаю в 1982 році і ліквідована в 1992 році. Її головами були Ден Сяопін (1982—1987) і Чень Юнь (1987—1992). Її членство пропонувалося лише членам Центрального комітету з сорока або більше років служби, що робило його важливим форумом для Вісьмох Старійшин, які залишалися офіційно залученими в політику.